# Йохан Георг II (Саксония-Айзенах)
Йохан Георг II фон Саксония-Айзенах (на немски: Johann Georg II von Sachsen-Eisenach; * 24 юли 1665, Фридевалд; † 10 ноември 1698, Айзенах) от ернестинските Ветини, е херцог на Саксония-Айзенах от 1686 до 1698 г.

## Живот
Той е вторият син на херцог Йохан Георг I фон Саксония-Айзенах (1634 – 1686) и графиня Йоханета фон Сайн-Витгенщайн (1626 – 1701). Брат е на Фридрих Август и Йохан Вилхелм.
След смъртта на баща му той става през 1686 г. управляващ херцог на Саксония-Айзенах. На 20 септември 1688 г. Йохан Георг II се жени в Кирххайм за София Шарлота фон Вюртемберг (22 февруари 1671 – 11 септември 1717), дъщеря на херцог Еберхард III фон Вюртемберг и втората му съпруга Мария Доротея София фон Йотинген.
Той умира бездетен от шарка на 33 години. Херцогският трон е наследен от по-малкия му брат Йохан Вилхелм.